# Holotrichia pruinosella
Holotrichia pruinosella är en skalbaggsart som beskrevs av Moser 1913. Holotrichia pruinosella ingår i släktet Holotrichia och familjen Melolonthidae. Inga underarter finns listade i Catalogue of Life.